# Tanystylum dowi
Tanystylum dowi är en havsspindelart som beskrevs av Child, C.A. 1979. Tanystylum dowi ingår i släktet Tanystylum och familjen Ammotheidae. Inga underarter finns listade i Catalogue of Life.